# Luton

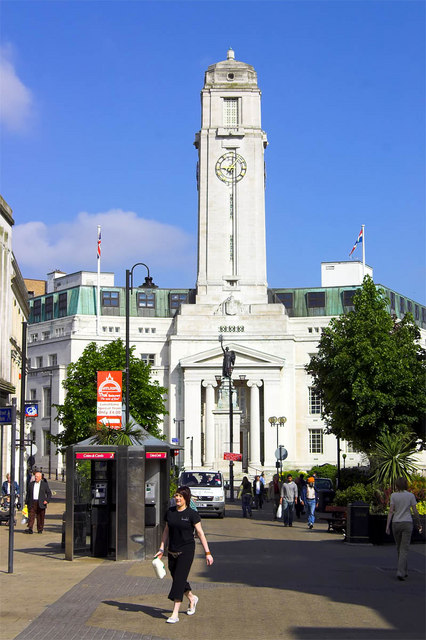
Ratusz w Luton

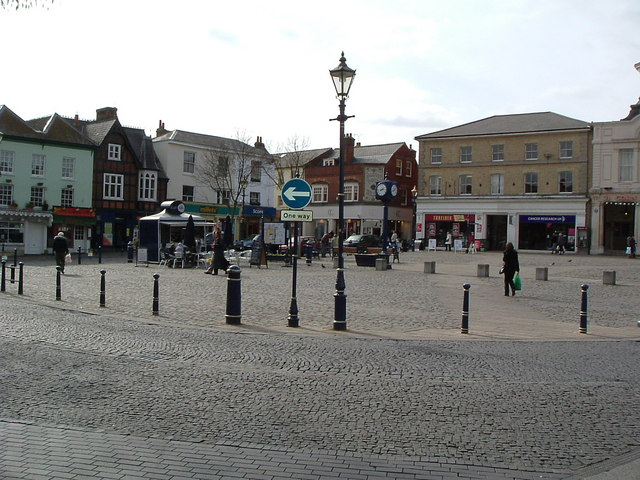
Old Market Square

Luton – miasto i dystrykt (unitary authority) w Anglii (Wielka Brytania), w hrabstwie ceremonialnym Bedfordshire, położone 50 km na północ od centrum Londynu. W 2021 roku miasto liczyło 233 525 mieszkańców.
Dystrykt (unitary authority) Luton utworzony został w 1997 roku. Pierwsze osiedla ludzkie istniały tam już w okresie paleolitu. Początki Luton datowane są na VI wiek. Nad rzeką Lea powstała wówczas saksońska osada o nazwie Leatun.
We wschodniej części miasta znajduje się port lotniczy London Luton obsługujący m.in. tanie linie lotnicze.
W centrum znajduje się kampus University of Bedfordshire. W Luton znajduje się fabryka samochodów (GM Manufacturing Luton) zatrudniająca 1300 osób, w której produkowany jest model Vauxhall Vivaro. W mieście rozwinął się przemysł samochodowy, lotniczy, maszynowy, elektrotechnicznego, precyzyjny oraz odzieżowy.
W mieście znajduje się zabytkowy kościół Świętej Marii, którego budowę rozpoczęto w 1121. Na przedmieściach zwiedzić można arystokratyczną posiadłość Luton Hoo a także minirezerwat przyrody. Luton jest siedzibą zespołu piłkarskiego Luton Town F.C. Klub ten zdobył Puchar Ligi Angielskiej w 1988, pokonując na Wembley Arsenal 3-2. Luton jest miastem ze stosunkowo dużą populacją ludności azjatyckiej. Każdego roku późną wiosną w Luton odbywa się karnawał. Jest to największa, jednodniowa impreza tego typu na świecie. Udział w niej biorą głównie przedstawiciele kolorowych mniejszości narodowych.
Luton zostało wspomniane w Domesday Book (1086) pod nazwą Lintone/Loitone.

## Demografia
W 2011 miasto liczyło 203 201 mieszkańców.
Poniżej przedstawiona jest struktura etniczna, wyznaniowa i językowa miasta (dane ze spisu powszechnego w 2011).
| Grupa etniczna          | Liczba ludności | % ogółu |
| ----------------------- | --------------- | ------- |
| Biali – Brytyjczycy     | 90 530          | 44,6%   |
| Biali – pozostali       | 20 549          | 10,1%   |
| Azjaci – Pakistańczycy  | 29 353          | 14,5%   |
| Azjaci – Banglijczycy   | 13 606          | 6,7%    |
| Azjaci – Hindusi        | 10 625          | 5,2%    |
| Azjaci – pozostali      | 7368            | 3,6%    |
| Czarni – Afrykańczycy   | 9169            | 4,5%    |
| Czarni – Afrokaraibowie | 8177            | 4,0%    |
| Czarni – pozostali      | 2563            | 1,3%    |
| Mieszani                | 8281            | 4,1%    |
| Pozostali               | 2980            | 1,5%    |
| Łącznie                 | 203 201         |         |

| Wyznanie        | Liczba ludności | % ogółu |
| --------------- | --------------- | ------- |
| Chrześcijaństwo | 96 271          | 47,4%   |
| Islam           | 49 991          | 24,6%   |
| Brak wyznania   | 33 594          | 16,5%   |
| Hinduizm        | 6749            | 3,3%    |
| Sikhizm         | 2347            | 1,2%    |
| Pozostałe       | 1876            | 0,9%    |
| Brak odpowiedzi | 12 373          | 6,1%    |
| Łącznie         | 203 201         |         |

| Język            | Liczba ludności | % ogółu |
| ---------------- | --------------- | ------- |
| Język angielski  | 153 463         | 79,4%   |
| Język urdu       | 8567            | 4,4%    |
| Język polski     | 8006            | 4,1%    |
| Język bengalski  | 6337            | 3,3%    |
| Język pendżabski | 2203            | 1,1%    |
| Pozostałe        | 14 619          | 7,6%    |
| Łącznie          | 193 195         |         |

## Miasta partnerskie
- Bergisch Gladbach, Niemcy
- Bourgoin-Jallieu, Francja
- Eskilstuna, Szwecja
- Spandau, Berlin, Niemcy
- Wolfsburg, Niemcy